# Stara Kiszewa (gmina)
Stara Kiszewa – gmina wiejska, położona w południowej części województwa pomorskiego – w powiecie kościerskim, w pasie Pojezierza Pomorskiego – 18°10'E i 53°59'N. W latach 1975–1998 gmina administracyjnie należała do województwa gdańskiego.
Północno-zachodnia część gminy należy do Kaszub; centralna, południowa i wschodnia do Kociewia. Naturalną granicę pomiędzy tymi jednostkami stanowi dolina największej rzeki gminy – Wierzycy.
Gmina Stara Kiszewa zajmuje powierzchnię 213 km² (ok. 2017), w tym 47% użytków rolnych i 41% lasów.
W skład gminy wchodzi 20 sołectw: Bartoszylas, Chwarzenko, Chwarzno, Czerniki, Foshuta, Góra, Górne Maliki, Kobyle, Konarzyny, Lipy, Nowe Polaszki, Nowy Bukowiec, Olpuch, Pałubin, Stara Kiszewa, Stare Polaszki, Stary Bukowiec, Wilcze Błota Kościerskie, Wygonin, Zamek Kiszewski.
Siedziba gminy to Stara Kiszewa.
Sąsiadnie gminy: Kościerzyna, Liniewo, Skarszewy, Zblewo, Kaliska, Czersk, Karsin.
Według danych z 30 czerwca 2004 roku gminę zamieszkiwało 6229 osób. Natomiast według danych z 31 grudnia 2017 roku gminę zamieszkiwało 6716 osób.

## Położenie

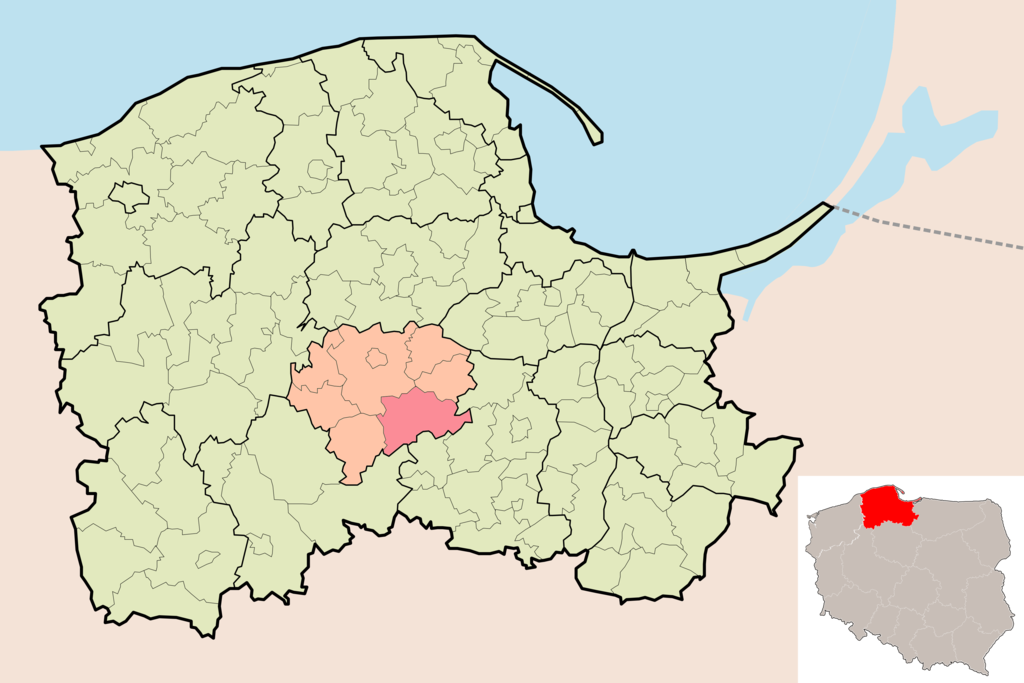
Gmina Stara Kiszewa na tle województwa pomorskiego

Gmina Stara Kiszewa leży w południowo-wschodniej części powiatu kościerskiego. Graniczy z gminami powiatu kościerskiego: Karsin, Kościerzyna i Liniewo, a także Czersk w powiecie chojnickim, Kaliska, Skarszewy i Zblewo w powiecie starogardzkim.
Gmina leży na terenie trzech mezoregionów: Pojezierze Kaszubskie, Pojezierze Starogardzkie oraz Bory Tucholskie.

## Ochrona przyrody
- Rezerwat przyrody Krwawe Doły
- Rezerwat przyrody Mechowisko Krąg
- Wdzydzki Park Krajobrazowy

Oprócz tego na terenie gminy znajdują się cztery pomniki przyrody:
- 400-letni dąb szypułkowy w Lipach,
- 200-letni kasztanowiec w Górze,
- 120-letnia wierzba krucha w Starym Bukowcu,
- 200-letni jesion wyniosły w Chwarzenku.

## Demografia

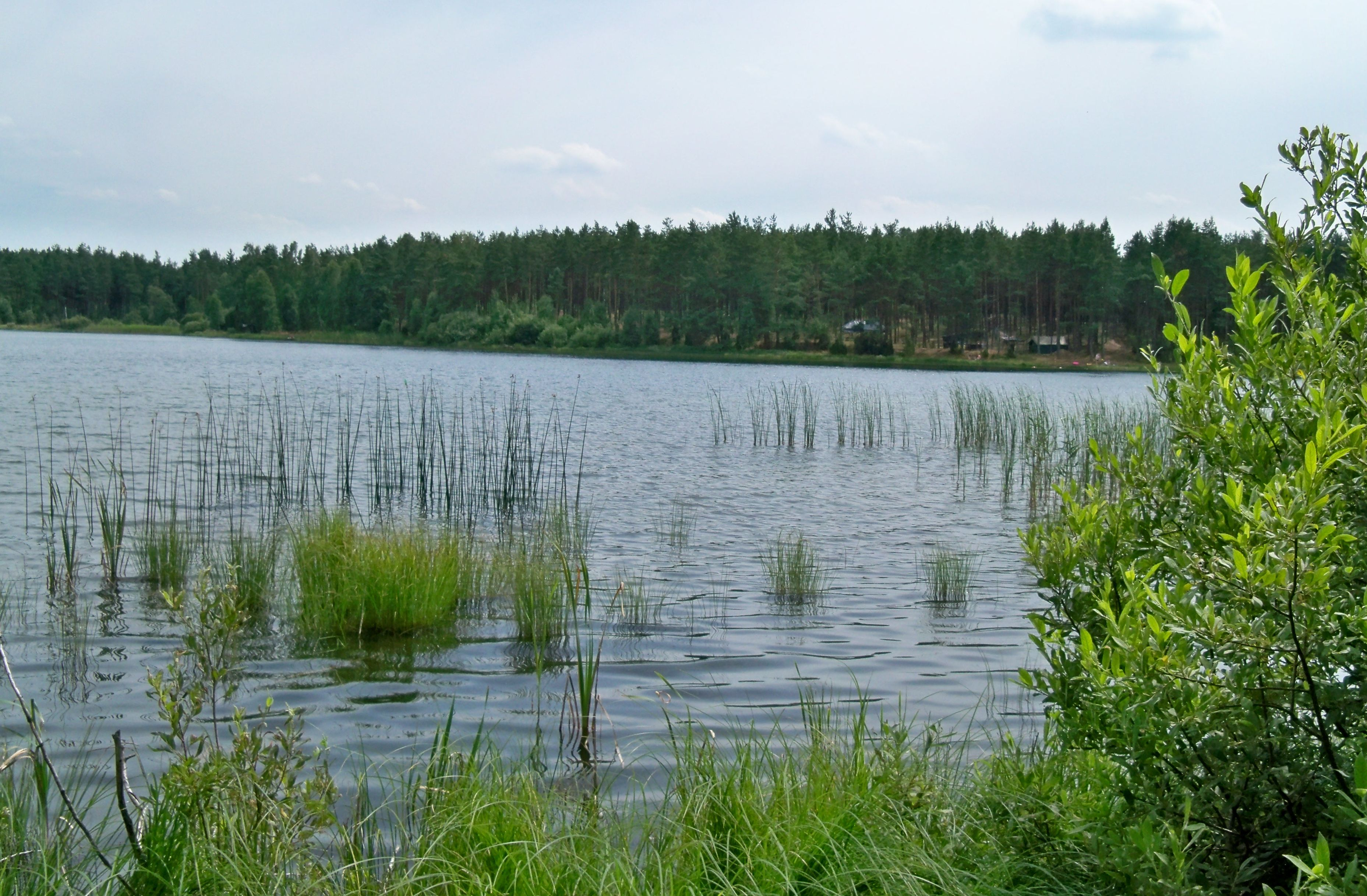
Jezioro Kotel

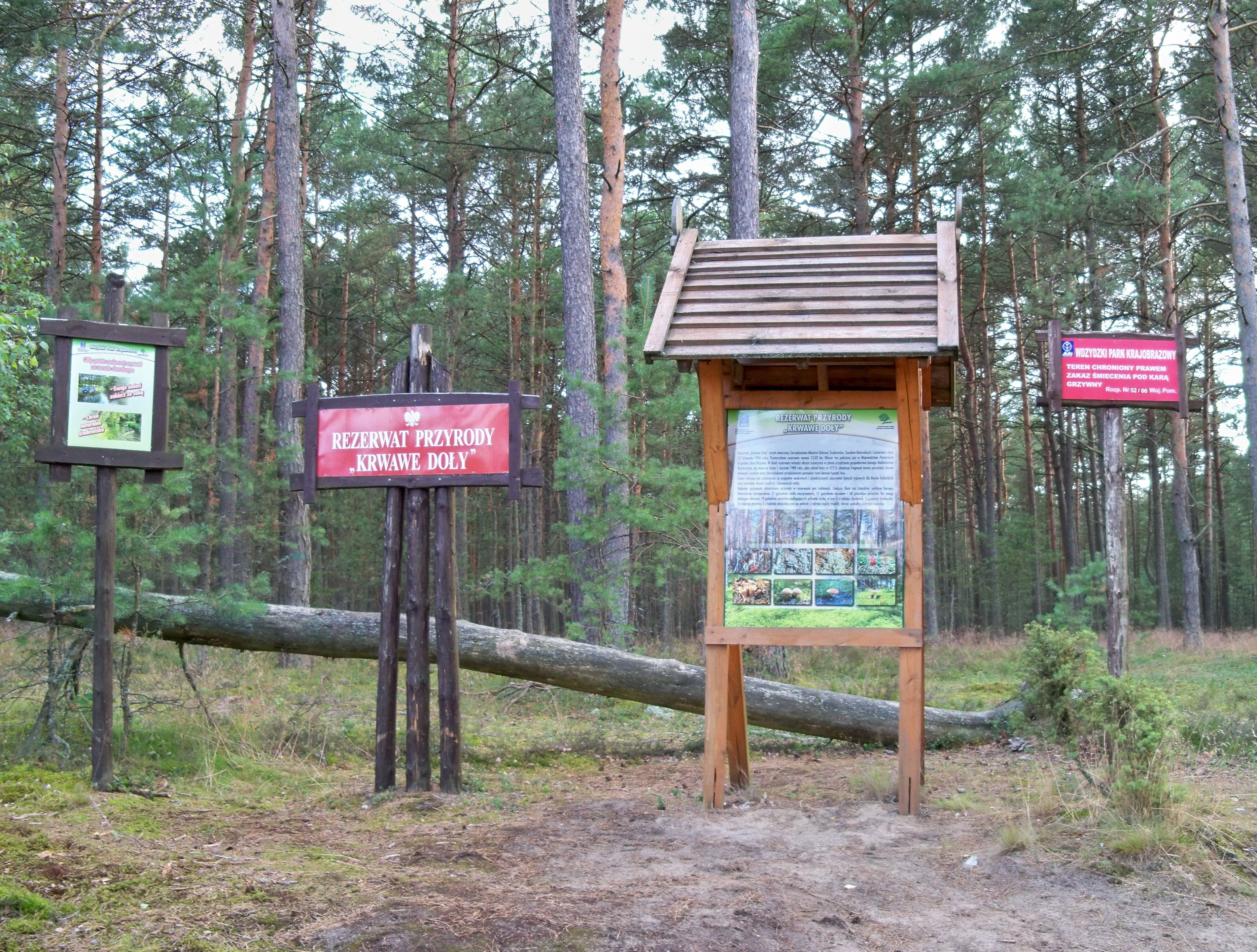
Tablice informacyjne rezerwatu przyrody Krwawe Doły

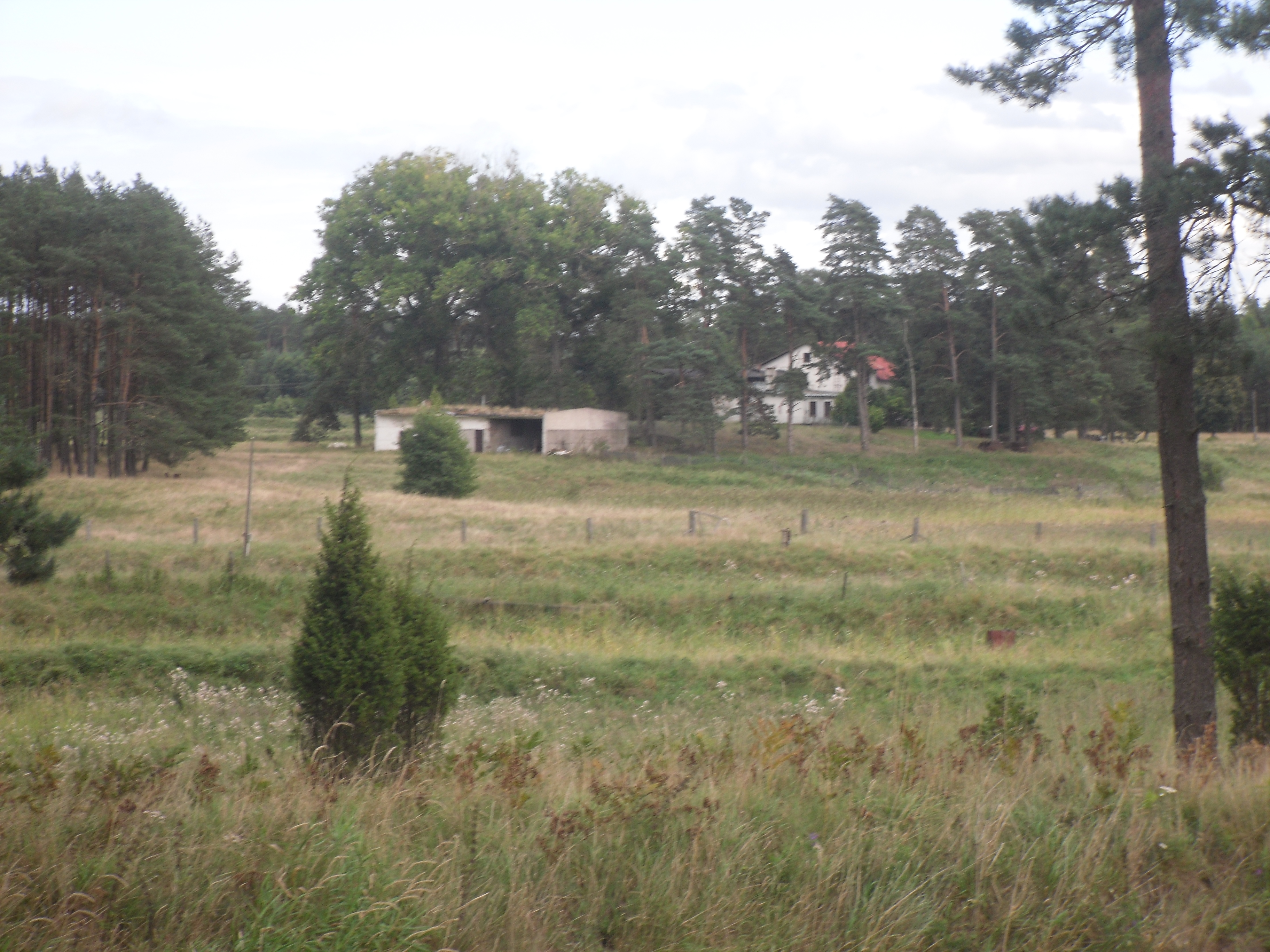
Grzybno – najmniejsza miejscowość w gminie

Tab. 1. Dane z 31 grudnia 2021 roku.
| Opis                              | Ogółem | Ogółem | Kobiety | Kobiety | Mężczyźni | Mężczyźni |
| --------------------------------- | ------ | ------ | ------- | ------- | --------- | --------- |
| Jednostka                         | osób   | %      | osób    | %       | osób      | %         |
| Populacja                         | 6842   | 100    | 3 274   | 47,9    | 3 568     | 52,1      |
| Gęstość zaludnienia [mieszk./km²] | 31     | 31     | ok. 15  | ok. 15  | ok. 16    | ok. 16    |

## Miejscowości

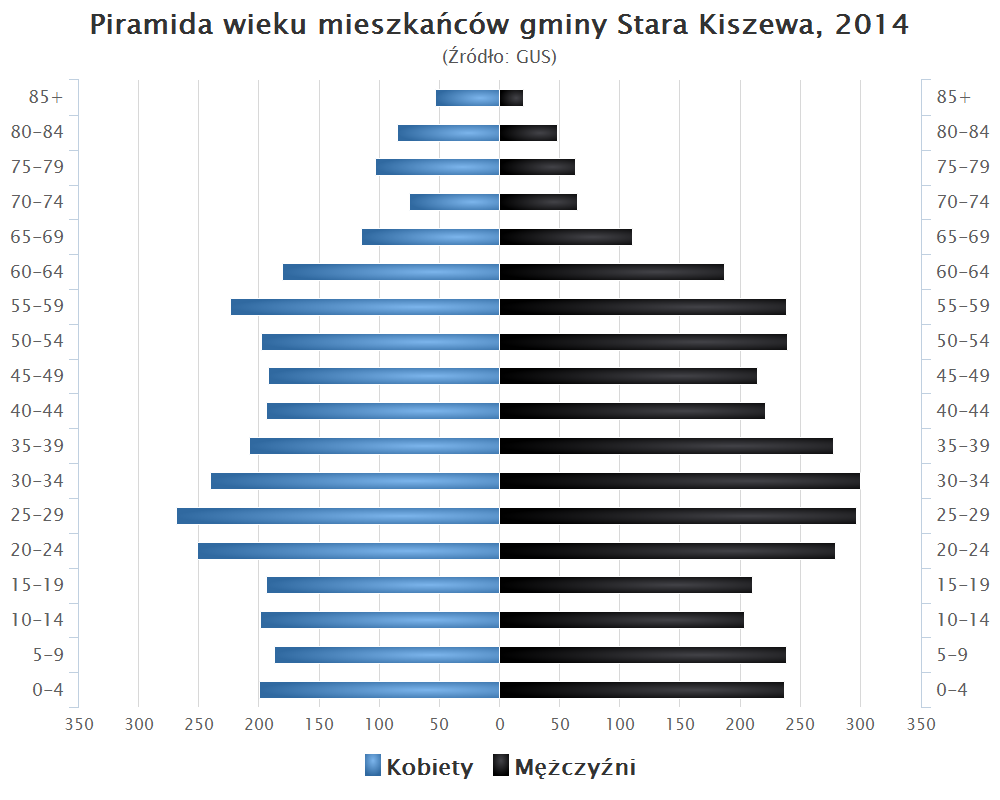
Piramida wieku mieszkańców gminy Stara Kiszewa w 2014 roku

| Tab. 2. Miejscowości podstawowe oraz ich integralne części w administracji gminy Stara Kiszewa, z wyrażeniem ich położenia geograficznego.                                                | Tab. 2. Miejscowości podstawowe oraz ich integralne części w administracji gminy Stara Kiszewa, z wyrażeniem ich położenia geograficznego. | Tab. 2. Miejscowości podstawowe oraz ich integralne części w administracji gminy Stara Kiszewa, z wyrażeniem ich położenia geograficznego. | Tab. 2. Miejscowości podstawowe oraz ich integralne części w administracji gminy Stara Kiszewa, z wyrażeniem ich położenia geograficznego. | Tab. 2. Miejscowości podstawowe oraz ich integralne części w administracji gminy Stara Kiszewa, z wyrażeniem ich położenia geograficznego. |
| Identyfikator SIMC | Nazwa miejscowości | Rodzaj miejscowości | Miejscowość podstawowa | Położenie geograficzne |
| --- | --- | --- | --- | --- |
| 0172758 | Ruda | część wsi | Bartoszylas | 53°59′42″N 18°04′49″E/53,995000 18,080278                                                                                                  |
| 0172764 | Samanica | część wsi | Bartoszylas | 53°58′21″N 18°07′17″E/53,972500 18,121389                                                                                                  |
| 0172818 | Kozia | część wsi | Chwarzno | 53°58′34″N 18°10′03″E/53,976111 18,167500                                                                                                  |
| 0172824 | Pionki | część wsi | Chwarzno | 53°58′02″N 18°10′55″E/53,967222 18,181944                                                                                                  |
| 0172876 | Dubryk | część wsi | Górne Maliki | 53°58′44″N 18°15′31″E/53,978889 18,258611                                                                                                  |
| 0172913 | Lisewo | część wsi | Konarzyny | 53°58′20″N 18°06′36″E/53,972222 18,110000                                                                                                  |
| 0172920 | Madera | część wsi | Konarzyny | 53°58′25″N 18°05′39″E/53,973611 18,094167                                                                                                  |
| 0172936 | Pikowo | część wsi | Konarzyny | 53°57′39″N 18°02′59″E/53,960833 18,049722                                                                                                  |
| 0172942 | Tramkule | część wsi | Konarzyny | 53°57′17″N 18°04′28″E/53,954722 18,074444                                                                                                  |
| 0172994 | Zomrze | część wsi | Lipy | 53°57′33″N 18°14′56″E/53,959167 18,248889                                                                                                  |
| 0173031 | Kozi Rynek | część wsi | Nowe Polaszki | 54°02′42″N 18°09′10″E/54,045000 18,152778                                                                                                  |
| 0173048 | Warszawa | część wsi | Nowe Polaszki | 54°02′24″N 18°07′03″E/54,040000 18,117500                                                                                                  |
| 0173137 | Kalk | część wsi | Stara Kiszewa | 53°59′05″N 18°08′11″E/53,984722 18,136389                                                                                                  |
| 0173143 | Portugala | część wsi | Stara Kiszewa | 53°59′37″N 18°07′59″E/53,993611 18,133056                                                                                                  |
| 0172959 | Bąk | osada | | 53°56′36″N 18°01′33″E/53,943333 18,025833                                                                                                  |
| 0173077 | Bestra Suka | osada | | 54°01′03″N 18°01′51″E/54,017500 18,030833                                                                                                  |
| 0172787 | Chrósty | osada | | 54°02′23″N 18°05′24″E/54,039722 18,090000                                                                                                  |
| 0173083 | Cięgardło | osada | | 53°59′25″N 18°02′41″E/53,990278 18,044722                                                                                                  |
| 0172853 | Nowy Dworzec | osada | | 53°59′26″N 18°18′38″E/53,990556 18,310556                                                                                                  |
| 0173090 | Olpuch-Dworzec | osada | | 53°59′38″N 18°01′22″E/53,993889 18,022778                                                                                                  |
| 0172965 | Drzewiny | osada leśna | | 53°55′42″N 18°05′12″E/53,928333 18,086667                                                                                                  |
| 0172971 | Grzybno | osada leśna | | 53°55′38″N 18°03′29″E/53,927222 18,058056                                                                                                  |
| 0173172 | Łasinek | osada wsi | Stary Bukowiec | 54°00′45″N 18°02′46″E/54,012500 18,046111                                                                                                  |
| 0173203 | Nowiny | osada wsi | Wygonin | 53°57′05″N 18°07′05″E/53,951389 18,118056                                                                                                  |
| 0173108 | Wdzydze-Wymijanka | przysiółek wsi | Olpuch | 54°01′38″N 18°01′05″E/54,027222 18,018056                                                                                                  |
| 0172741 | Bartoszylas | wieś | | 53°59′27″N 18°06′04″E/53,990833 18,101111                                                                                                  |
| 0172770 | Bożepole Szlacheckie | wieś | | 53°58′32″N 18°13′51″E/53,975556 18,230833                                                                                                  |
| 0172793 | Chwarzenko | wieś | | 54°00′23″N 18°07′49″E/54,006389 18,130278                                                                                                  |
| 0172801 | Chwarzno | wieś | | 53°58′16″N 18°11′10″E/53,971111 18,186111                                                                                                  |
| 0172830 | Czerniki | wieś | | 54°00′32″N 18°13′25″E/54,008889 18,223611                                                                                                  |
| 0172882 | Dolne Maliki | wieś | | 53°59′48″N 18°15′52″E/53,996667 18,264444                                                                                                  |
| 0173019 | Foshuta | wieś | | 54°00′47″N 18°06′49″E/54,013056 18,113611                                                                                                  |
| 0172847 | Góra | wieś | | 53°59′01″N 18°17′24″E/53,983611 18,290000                                                                                                  |
| 0172860 | Górne Maliki | wieś | | 53°59′23″N 18°15′23″E/53,989722 18,256389                                                                                                  |
| 0172899 | Kobyle | wieś | | 54°00′48″N 18°16′02″E/54,013333 18,267222                                                                                                  |
| 0172907 | Konarzyny | wieś | | 53°58′04″N 18°05′22″E/53,967778 18,089444                                                                                                  |
| 0172988 | Lipy | wieś | | 53°57′47″N 18°13′17″E/53,963056 18,221389                                                                                                  |
| 0173025 | Nowe Polaszki | wieś | | 54°01′59″N 18°08′14″E/54,033056 18,137222                                                                                                  |
| 0173054 | Nowy Bukowiec | wieś | | 54°01′44″N 18°04′39″E/54,028889 18,077500                                                                                                  |
| 0173060 | Olpuch | wieś | | 54°00′33″N 18°01′50″E/54,009167 18,030556                                                                                                  |
| 0173114 | Pałubin | wieś | | 53°59′49″N 18°13′07″E/53,996944 18,218611                                                                                                  |
| 0173120 | Stara Kiszewa | wieś | | 53°59′20″N 18°10′11″E/53,988889 18,169722                                                                                                  |
| 0173150 | Stare Polaszki | wieś | | 54°01′46″N 18°11′31″E/54,029444 18,191944                                                                                                  |
| 0173166 | Stary Bukowiec | wieś | | 54°00′54″N 18°05′03″E/54,015000 18,084167                                                                                                  |
| 0173002 | Struga | wieś | | 53°58′07″N 18°15′49″E/53,968611 18,263611                                                                                                  |
| 0173226 | Strzelki | wieś | | 54°00′15″N 18°11′37″E/54,004167 18,193611                                                                                                  |
| 0173189 | Wilcze Błota Kościerskie | wieś | | 54°00′45″N 18°10′48″E/54,012500 18,180000                                                                                                  |
| 0173195 | Wygonin | wieś | | 53°57′27″N 18°07′44″E/53,957500 18,128889                                                                                                  |
| 0173210 | Zamek Kiszewski | wieś | | 53°59′03″N 18°11′50″E/53,984167 18,197222                                                                                                  |
| Źródła: Wykaz urzędowych nazw miejscowości i ich części (xls),Dz.U. z 2013 r. poz. 200 oraz Dz.U. z 2015 r. poz. 1636, Zbiory danych państwowego rejestru nazw geograficznych -2025-06-15 | | | | |

## Historia

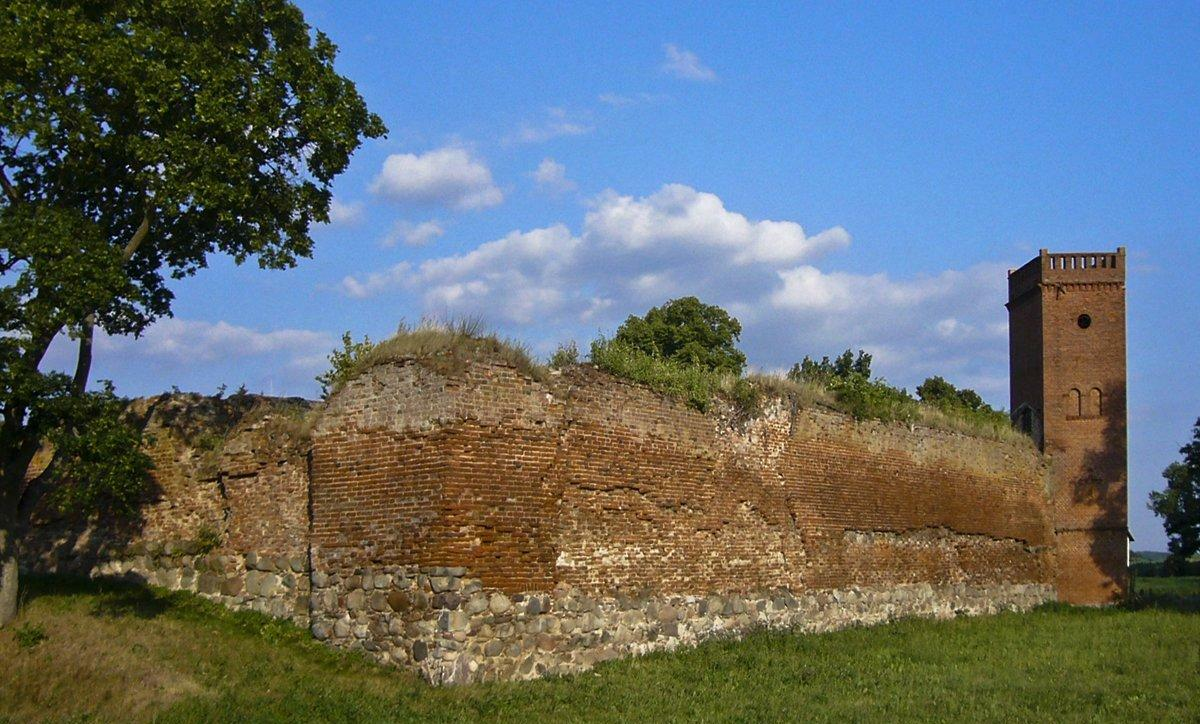
Zamek Kiszewski, mur południowy z basztą

Wsie w gminie Kiszewa zaczęły powstawać we wczesnym średniowieczu. W 1347 roku Stara Kiszewa uzyskała prawa chełmińskie. Od wojny trzynastoletniej Stara Kiszewa była stolicą starostwa (Starosta urzędował na Zamku Kiszewskim).

## Transport

### Transport kolejowy

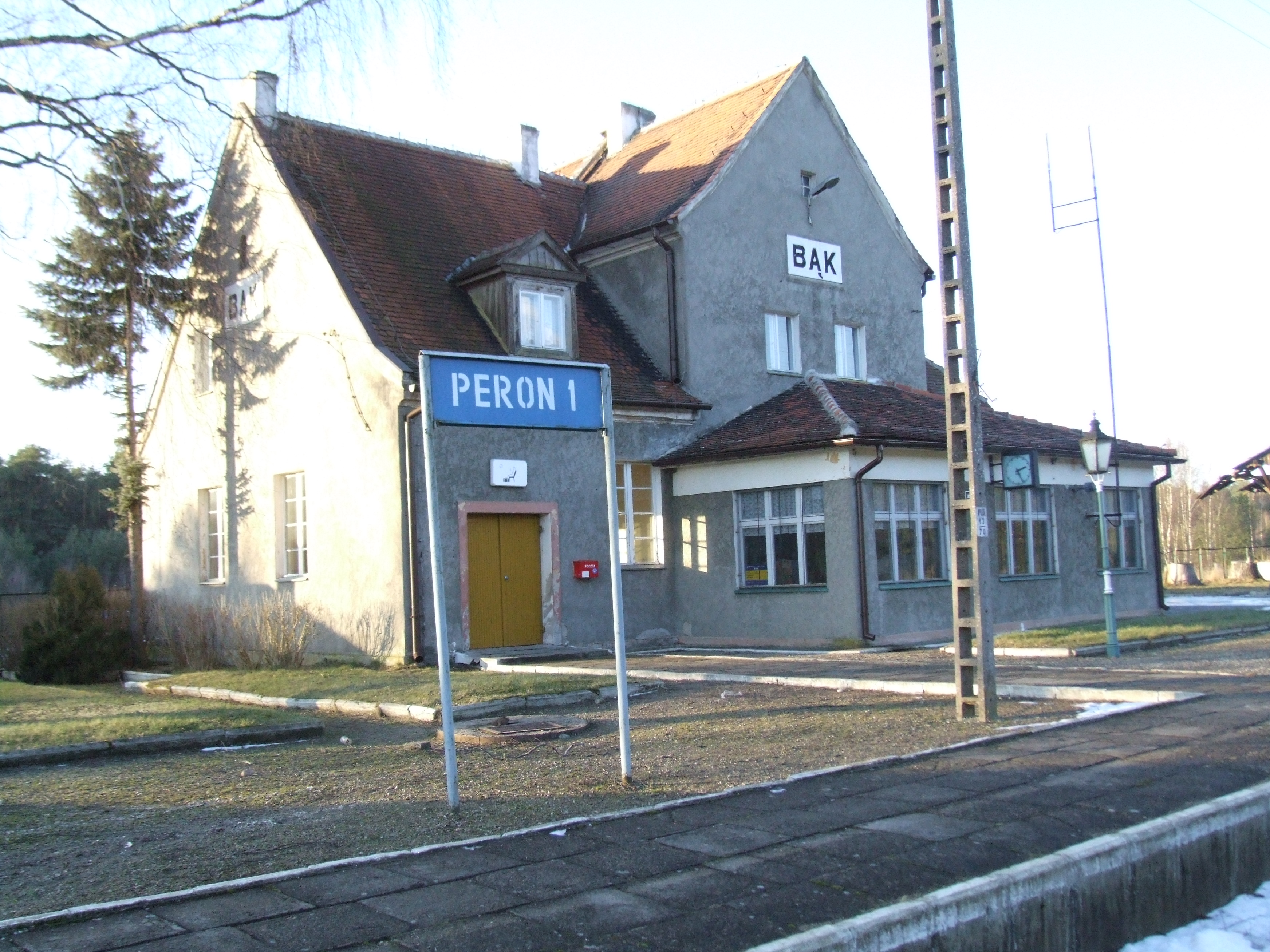
Dworzec w Bąku

Przez teren gminy przechodzi linia kolejowa nr 201 oraz linia kolejowa nr 215, które łączą się na stacji Bąk. Obie linie przebiegają przez zachodnią część gminy, stacja Bąk znajduje się tuż przy granicy z gminą Karsin, natomiast stacja Olpuch-Wdzydze oraz przystanek Olpuch znajdują się przy granicy z gminą Kościerzyna. Ruch pasażerski na wszystkich liniach przebiegających przez gminę został zawieszony.

### Transport drogowy
Przez gminę przechodzi droga wojewódzka nr 214 Łeba – Warlubie.

## Kultura

### Oświata
Na terenie gminy działa jedna szkoła zawodowa (w Starej Kiszewie), oraz trzy szkoły podstawowe (Stara Kiszewa, Stare Polaszki i Góra).

### Sport
Na terenie gminy działają dwa kluby piłkarskie – Wierzyca Automobile Stara Kiszewa, oraz Huragan Nowe Polaszki.

## Religia

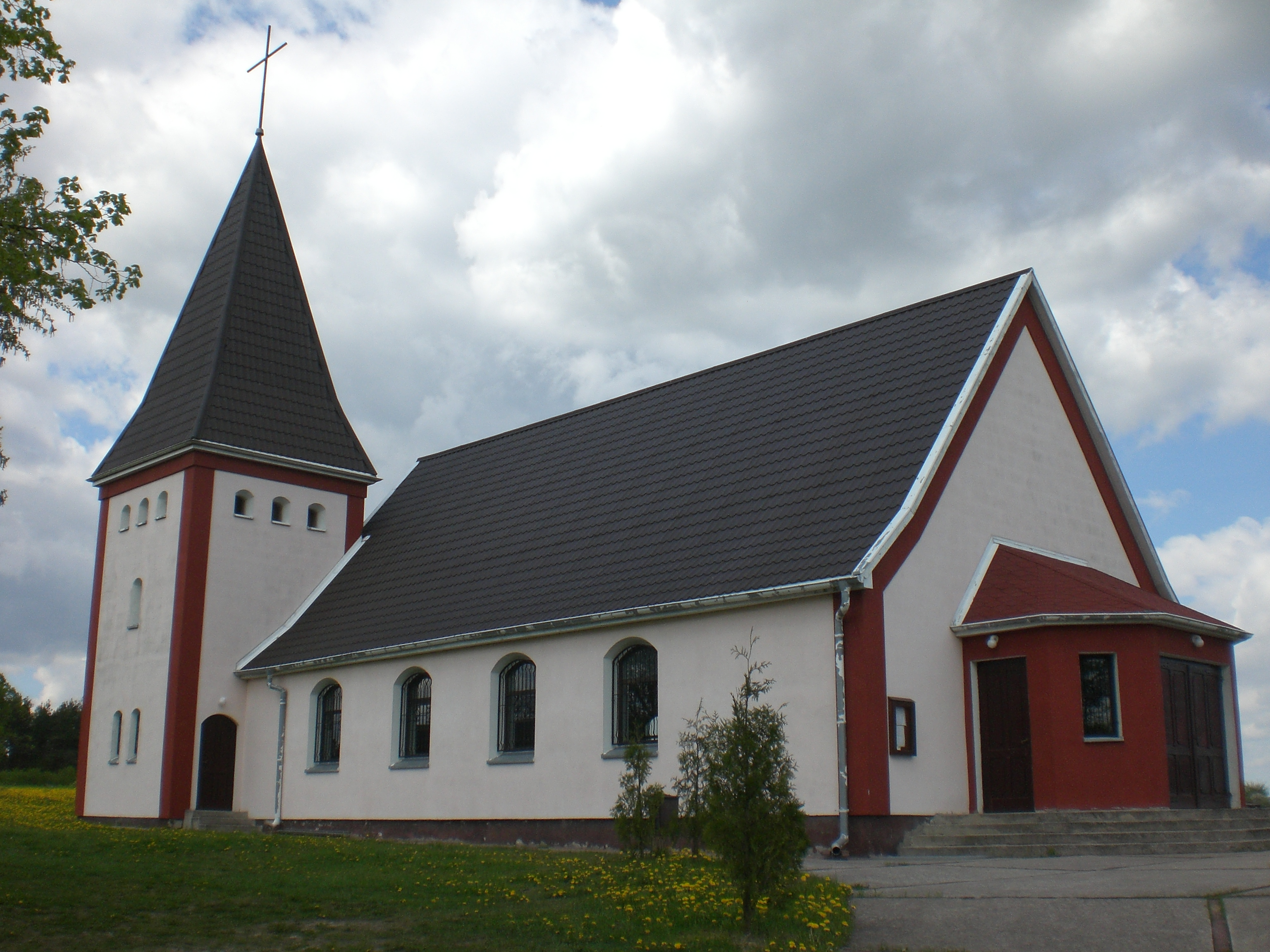
Kościół w Górze

Na terenie gminy znajdują się trzy parafie rzymskokatolickie:
- parafia św. Marcina w Starej Kiszewie
- parafia św. Antoniego Padewskiego w Konarzynach
- parafia św. Mikołaja w Starych Polaszkach

## Wójt i rada gminy
Na czele gminy stoi wójt oraz piętnastoosobowa rada gminy. Wójtem gminy jest Andrzej Hinc.

## Okręgi wyborcze

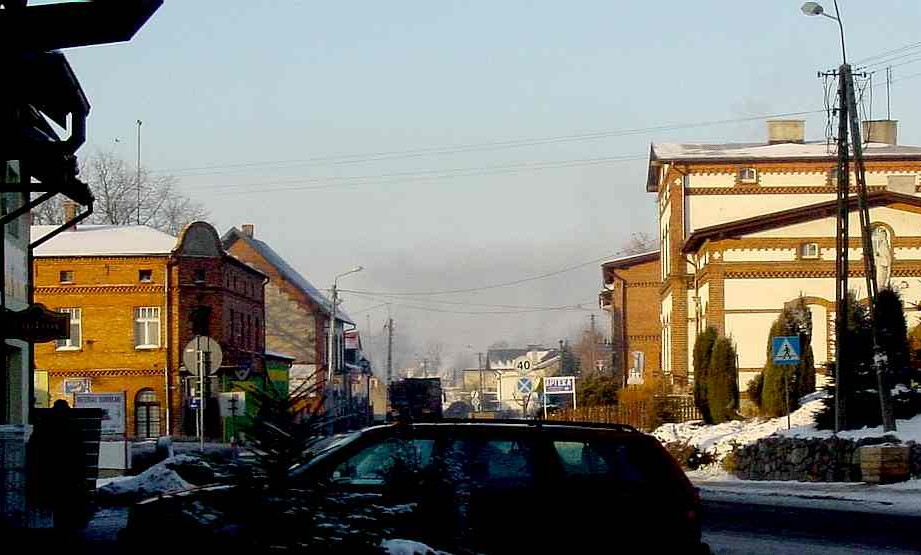
Centrum Starej Kiszewy

Mieszkańcy gminy Stara Kiszewa wybierają przedstawicieli do Parlamentu Europejskiego w okręgu nr 1, przedstawicieli do Sejmu w okręgu nr 26, natomiast do Senatu w Okręgu nr 63. Siedzibami komisji wyborczych do sejmu i senatu jest Gdynia, natomiast do Parlamentu Europejskiego – Gdańsk.

## Gmina partnerska
Od 2002 roku gmina Stara Kiszewa współpracuje z niemiecką gminą Lahntal.